# Mesnil-Rousset
Mesnil-Rousset ist eine französische Gemeinde mit 84 Einwohnern (Stand: 1. Januar 2022) im Département Eure in der Region Normandie (vor 2016 Haute-Normandie); sie gehört zum Arrondissement Bernay und zum Kanton Breteuil. Die Einwohner werden Mesnil-Roussetais genannt.

## Geographie
Mesnil-Rousset liegt etwa 45 Kilometer westsüdwestlich von Évreux an der Charentonne. Umgeben wird Mesnil-Rousset von den Nachbargemeinden La Haye-Saint-Sylvestre im Norden und Nordosten, La Ferté-en-Ouche im Osten und Süden sowie Notre-Dame-du-Hamel im Nordwesten.

## Bevölkerungsentwicklung
| Jahr                       | 1962 | 1968 | 1975 | 1982 | 1990 | 1999 | 2006 | 2019 |
| Einwohner                  | 126  | 120  | 101  | 89   | 90   | 92   | 110  | 91   |
| Quellen: Cassini und INSEE |      |      |      |      |      |      |      |      |

## Sehenswürdigkeiten

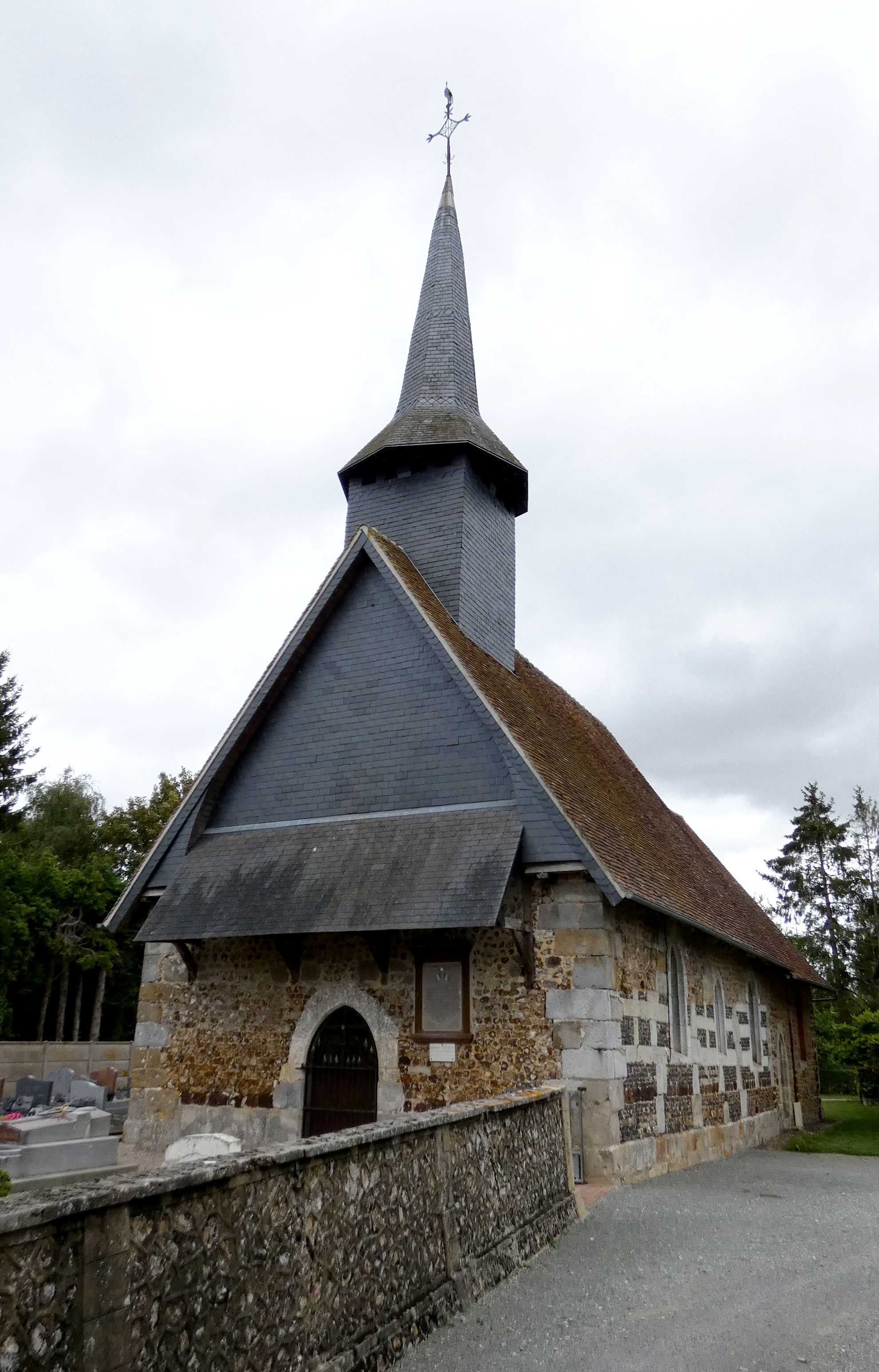
Kirche Saint-Jean-Baptiste

- Kirche Saint-Jean-Baptiste